# Belleterbeek
De Belleterbeek is een beek in Nederlands Zuid-Limburg in de gemeente Vaals. De beek ligt tussen de buurtschappen Camerig en Cottessen op de rechteroever van de Geul en ligt in het rijksbeschermd gezicht Camerig-Cottessen.
De beek heeft twee zijtakken die hogerop uitmonden op de beek.

## Ligging
De beek ligt in het Geuldal in de overgang naar het Plateau van Vijlen dat in het noordoosten omhoog rijst. De beek ontspringt nabij de zuidrand van het Vijlenerbos bij de Epenerbaan, ten noorden van Cottessen en ten oosten van Camerig. De beek stroomt daarna in zuidwestelijke richting tussen de beide buurtschappen door. Na zo'n 800 meter mondt de beek tussen de Berversbergbeek en de Tergraatbeek uit in de Geul. Op ongeveer 250 meter ten noordwesten van de monding mondt de Lousbergbeek uit in de Geul.
Ten zuiden van de beek ligt op een uitloper van het Plateau van Vijlen de Hoeve Bellet. Vlak bij de monding van de beek liggen de Kampgroeve en de Heimansgroeve.

## Fauna
Een van de soorten die bij de beek aangetroffen wordt is de vuursalamander.